# 片平恭子
片平 恭子（かたひら きょうこ）は、日本の元AV女優。

## 略歴
2005年頃にデビューした熟女系のAV女優である。

## 出演作品

### アダルトビデオ
2005年
- 人妻不倫旅行 #43 （10月28日、ゴーゴーズ）
- オナニスト -第XII章- （12月5日、隼エージェンシー）…オムニバス作品 他出演:川村優衣、松下ゆうか、若葉薫、桜田さくら、奈月やよい、荒川美姫、木村藍、村上まゆ、片桐あおい、森宮真美、森下彩、白鳥あきら、椎名実果、進藤美雪、雪見ほのか、しいな怜、仲西彩乃、松永友香子、堀口瞳、及川麗衣香、君嶋もえ、ゆりあ、桃香絵里、森下さやか、吉野かおる、MiCO、矢吹まりな、結城リナ、泉まりん、若槻亜沙美、友田真希
- レイプ現場 4 ザーメンで汚された6人の女教師 （12月5日、隼エージェンシー）…オムニバス作品 他出演:友田真希、川村優衣、片桐あおい、森宮真美、富永ルナ
- 人妻の情事 2 夫以外の男に中出しされた妻たち （12月5日、隼エージェンシー）…オムニバス作品 他出演:愛沢美奈、森宮真美、片桐あおい、友田真希
- The つまみぐい 妻味喰 8 他人の妻は… （12月17日、クリスタル映像）…オムニバス作品 他出演:白河あんな、葉山美鈴、瀬名涼子、MEGU、黒木エミリ

2006年
- 満足してない人妻たち 夫のSEXが下手なので私…他の男に抱かれに来ました （1月13日、隼エージェンシー）…オムニバス作品 他出演:五島せり、須藤あゆみ、山吹梢、永瀬美羽
- はれんち姦姦 31 （1月14日、クリスタル映像）…オムニバス作品 他出演:矢田祐希、姫宮ラム、倖田夏希、大石もえ、榊優真
- スーパー野外露出 電話BOXで電動マッサージ器攻撃 （1月27日、タイガーマイスターズ）…オムニバス作品 他出演:高嶋ゆうこ、菅野亜梨沙、玉置マリア
- こだわりの手コキ 40人のハンドメイド （2月10日、隼エージェンシー）…オムニバス作品 他出演:薫まい、安倍麻沙美、杉山圭、望月智美、荒川美姫、清原りょう、友田真希、七海ここな、進藤理紗、星野なつ、大越はるか、君嶋もえ、宮澤ゆうな、柳瀬遥、MiCO、菊井綾香、村山かづは、葉山リカ、しいな怜、つかもと友希、真咲菜々、ささきふう香、水城梓、冴木優香、結城リナ、笠木あやか、泉まりん、永瀬美羽、森下彩、菜月レオン、後藤美咲、菊原まどか、夏樹ミク、桃香絵里、雪見ほのか、綾原みづほ、ユリナ、進藤美雪、富永ルナ
- 美熟女…H 18 （2月25日、クリスタル映像）…オムニバス作品 他出演:つかもと友希、竹内翔子、遠藤ゆりあ、山吹梢、伊沢夕
- 極上4時間 手淫&舌淫 SP3 怒涛の50連発+バイブ攻め発射10連発 （3月10日、隼エージェンシー）…オムニバス作品 他出演:結城リナ、桜田さくら、しいな怜、清原りょう、MiCO、君嶋もえ、桃果絵里、白鳥あきら、ゆりあ、葉山リカ、富永ルナ、後藤美咲、星野なつ、国分まこ、ゆりな、泉まりん、ささきふう香、杉山圭、阿部さくら、後藤まどか、笠原ひとみ、川村優衣、楠本ゆかり、福山洋子、矢吹まりな、友田真希、柳瀬遥、綾原みづほ、笠木あやか、望月智美、天海遥、横山メグ、美優、永瀬美羽、柚原まこと、五島セリ、宮澤ゆうな、松本亜璃沙、山吹梢、黒崎あみ、小林みゆき、木村藍、村上まゆ、東セリ、愛沢美奈、杏、須藤あゆみ、桃井リカ、若葉薫子、立花美咲華、片桐あおい、森宮真美、ひかる、進藤みゆき、久遠ゆり、山崎かすみ、愛野ののか、春野かおり、山瀬なみ
- 夕刊マダム （3月18日、LEO）…オムニバス作品 他出演:森村耶々、里美りん、楠本ゆかり
- 東京23区 セレブが脱いだ （3月20日、ネクストイレブン）
- 月刊 関西ギャルズ 関ギャル 芦屋の女 （4月25日、アリーナエンターテインメント）
- うつ病熟女 現実逃避行 1 （4月26日、IRJA）
- ラバーズ TOKAI 名古屋・岐阜・静岡・三島編 （6月21日、h.m.p）…オムニバス作品 他出演:伊東静香、佐藤理江、間宮いずみ
- 女英語教師 中出し （6月22日、タカラ映像）
- 人妻温泉 癒し系 15 （7月1日、クリスタル映像）…オムニバス作品 他出演:愛田るか、沢田麗奈、手塚真由美、水沢久美、吉岡ゆり
- 有閑奥様種付倶楽部 （7月20日、姦姦倶楽部）
- 人妻の履歴書 萌えあがる10人の人妻たち （9月10日、隼エージェンシー）…オムニバス作品 他出演:あずま樹、小林みゆき、楠本ゆかり、須藤あゆみ、三上夕貴、永瀬美羽、五島せり、福山洋子、山吹梢
- ママはスケベなスチュワーデス （10月25日、ネクストイレブン）
- 熟女バイブル Vol.1 （11月10日、LEO）…オムニバス作品 他出演:吉野かおる、吉川ゆみ、宮里リエコ ほか
- 抜きまくる人妻たち 美しい人妻30人のフェラ&手こき （11月19日、ミスター・インパクト）…オムニバス作品 他出演:岩山舞、小田桐翔子、白瀬あいみ、山吹こずえ、葉月由良、樋口弓、相澤さゆり、久遠ゆり、小林みゆき、澤よし乃、高倉梨奈、深津映見、常盤みどり、松永玲奈、結衣美沙、楠本ゆかり、三上夕希、矢吹涼子、赤木由希、倉沢なな、藤見玲、杉本美優、藤本あかね、伊沢涼子、福山洋子、翔田千里、あずま樹、つかもと友希、水野涼
- ハメ撮りレズ 〜美しき雌獣〜 Film.1 （12月19日、BRAVO）…共演:AKI

2007年
- 職権乱用 【第一章】 （1月26日、U&K）…オムニバス作品 共演:AKI 他出演:紅音ほたる、姫野愛
- ケバエロ美熟女温泉 2 （4月13日、アロマ企画）

2008年
- 片平恭子（31）大阪在住 【上品な顔したオメコ中毒おかん】 （3月25日、マドンナ）